# Provincia di Surigao del Norte
Surigao del Norte è una provincia delle Filippine nella regione di Caraga, situata nella parte settentrionale di Mindanao, che comprende le isole Siargao e Bucas Grande, oltre a numerosissime altre isolette. Il suo capoluogo è la città di Surigao.

## Geografia fisica
Il Surigao del Norte è una provincia situata nella parte nord-orientale dell'isola di Mindanao. Ha una parte peninsulare e una insulare che si estende a nord verso le Visayas ed è formata da due grandi isole, Siargao e Bucas Grande, e una serie di isole minori. Fino al 2006 questa provincia comprendeva anche l'isola di Dinagat che ora però costituisce una provincia autonoma. Tutte le isole, come le coste settentrionali e orientali, sono bagnate dal Mare delle Filippine.che è parte dell'Oceano Pacifico, mentre le coste occidentali si affacciano sul golfo di Surigao. I confini su terraferma, sull'isola di Mindanao riguardano solamente il lato sud e sono con le province di Agusan del Norte e Surigao del Sur.

## Geografia antropica

### Suddivisioni amministrative
Il Surigao del Norte è composto da una città componente e 20 municipalità.

#### Città
- Surigao

#### Municipalità
| - Alegria - Bacuag - Burgos - Claver - Dapa - Del Carmen - General Luna - Gigaquit - Mainit - Malimono | - Pilar - Placer - San Benito - San Francisco - San Isidro - Santa Monica - Sison - Socorro - Tagana-an - Tubod |

## Economia
Alle tradizionali attività legate ad agricoltura, sfruttamento delle foreste e pesca, in questa provincia ha sempre maggiore risalto il turismo. In particolare il Surigao del Norte esercita una grande attrazione per i praticanti di surf, data la formazione di grandi onde in prossimità di molte sue spiagge.
Anche il sottosuolo offre parecchie risorse e l'attività estrattiva è un'altra delle voci principali dell'economia di questa provincia.